# Thomas af Erfurt
 Thomas af Erfurt var en tysk sprogforsker og skoleleder. Han levede omkring 1300 i Erfurt og var dér Magister Regiens og rektor for skolerne St. Severi og St. Jakob.

## Sprogteori
Thomas huskes frem for alt for sin sproglogik Tractatus de modis significandi, der gælder som højdepunkt for den såkaldte modistiske sprogteori; den er også kendt under den alternative titel Grammatica speculativa og man anså den indtil begyndelsen af 1900-tallet for et værk af Johannes Duns Scotus. Thomas forsøgte deri at bestemme de gensidige forhold mellem sprog, intellekt og den ikke-sproglige virkelighed for at kunne stille grammatikken på et videnskabeligt grundlag.
Ifølge Thomas er en pars orationis, dvs. et ord som bestanddel af en sætning, ikke blot en lydkrop (vox – ty. Lautkörper) med en bestemt betydning (significatio); til betydningen føjer der sig altid bestemte med-betydninger. Således vil ved egennavnet Vergilius foruden den konkrete "betydning" (nu ofte kaldet "reference") desuden være indeholdt de videre bestemmelser "substans", "menneske", "maskulin", "enkelt". etc. Disse konnotationer bliver betegnet med begrebet modi significandi ("betegnelsesmåder"); de er grammatikkens genstand.
Disse modi significandi hos et ord er tillige repræsentation for bestemte modi essendi ("værensmåder", ty. "Seinsweisen") i området for ikke-sproglig virkelighed, som dog først gennem intellektet eller nærmere sagt ved tilsvarende modi intelligendi ("perceptionsmåder", ty."Wahrnehmungsweisen") bliver formidlet til sproget.
I universaliestriden kommer Thomas dermed til at indtage positionen af en moderat realisme: ganske vist bliver sproget grundlæggende opfattet som afbildning af en ikke-sproglig realitet, som derved også indeholder universalierne – ellers kunne et sprog ikke råde over abstrakte begreber. Men samtidig indtager det menneskelige intellekt også en plads, idet det i første omgang forlener tingene med deres betegnelser.

## Virkning
Moderne semiotik knytter an til Thomas via Charles Sanders Peirce, som tilskrev Grammatica Speculativa Johannes Duns Scotus. Peirce kalder netop sit udkast til en semiotik, der danner første del af logikken, for Speculative Grammar